# Lasioglossum fratellum
De bosgroefbij (Lasioglossum fratellum là một loài Hymenoptera trong họ Halictidae. Loài này được Pérez mô tả khoa học năm 1903.

## Hình ảnh

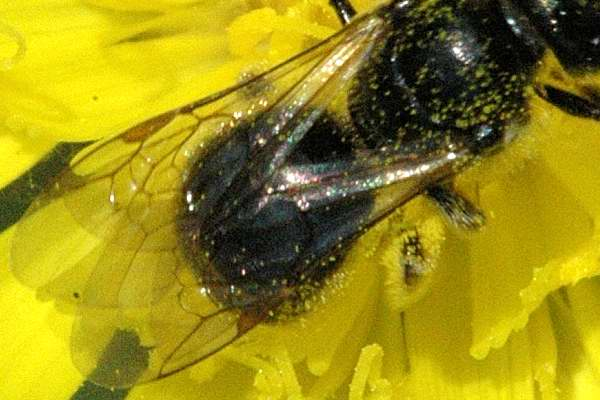